# Marysa Baradji-Duchêne
Pour les articles homonymes, voir Duchêne.
Marysa Baradji-Duchêne, née le 17 octobre 1982, est une escrimeuse française, pratiquant l'épée.

## Biographie
Lors des Championnats du monde d'escrime 2006, elle dispute une finale mondiale lors de la compétition par équipes, avec Laura Flessel, Maureen Nisima, Hajnalka Kiraly. L'équipe tricolore échoue face aux escrimeuses chinoises sur le score de 45 à 26.